# Lúzsok
Lúzsok é um município da Hungria, situado no condado de Baranya. Tem 6,52 km² de área e sua população em 2019 foi estimada em 221 habitantes.